# Женска ватерполо репрезентација Русије
Женска ватерполо репрезентација Русије представља Русију на међународним ватерполо такмичењима. Такмичи се под овим именом од 1993. године, раније до 1991. је то била репрезентација СССР-а, а затим репрезентација ЗНД-а. 

## Резултати на међународним такмичењима

### Летње олимпијске игре
- 2000. –  3. место
- 2004. – 5. место
- 2008. – 7. место
- 2012. – 6. место
- 2016. –  3. место

### Олимпијски турнир
- 1996. – 6. место

### Светско првенство
- 1994. – 7. место
- 1998. – 4. место
- 2001. – 6. место
- 2003. –  3. место
- 2005. – 4. место
- 2007. –  3. место
- 2009. –  3. место
- 2011. –  3. место
- 2013. – 4. место
- 2015. – 8. место

### Европско првенство
- 1993. –  2. место
- 1995. – 6. место
- 1997. –  2. место
- 1999. –  3. место
- 2001. –  3. место
- 2003. –  3. место
- 2006. –  Шампион
- 2008. –  Шампион
- 2010. –  Шампион
- 2012. – 4. место
- 2014. – 5. место
- 2016. – 6. место

### Светска лига
- 2004. – 4. место
- 2005. –  2. место
- 2006. –  3. место
- 2007. – Квалификациони турнир
- 2008. –  2. место
- 2009. – 6. место
- 2010. – 4. место
- 2011. – 5. место
- 2012. – 5. место
- 2013. –  2. место
- 2014. – 7. место
- 2015. – 5. место
- 2016. – 6. место

### Светски куп
- 1993. – Није учествовала
- 1995. – 4. место
- 1997. –  2. место
- 1999. – 7. место
- 2002. – 4. место
- 2006. –  3. место
- 2010. – 4. место
- 2014. – 6. место